# Biathlon ai XV Giochi olimpici invernali
Le gare del biathlon dei Giochi olimpici invernali di Calgary 1988 si svolsero presso il Canmore Nordic Centre di Canmore in Alberta, Canada. Vennero assegnate medaglie in tre specialità.

## Risultati

### Biathlon maschile

#### 10 km
| Posizione | Atleta              | Nazione          | Tempo / Pen. |
| --------- | ------------------- | ---------------- | ------------ |
| 1         | Frank-Peter Roetsch | Germania Est     | 25:08,1      |
| 2         | Valerij Medvedcev   | Unione Sovietica | 25:23,7      |
| 3         | Sergej Čepikov      | Unione Sovietica | 25:29,4      |
| 4         | Birk Anders         | Germania Est     | 25:51,8      |
| 5         | André Sehmisch      | Germania Est     | 25:52,3      |
| 6         | Frank Luck          | Germania Est     | 25:57,6      |

#### 20 km
| Posizione | Atleta              | Nazione          | Tempo / Pen. |
| --------- | ------------------- | ---------------- | ------------ |
| 1         | Frank-Peter Roetsch | Germania Est     | 56:33,3      |
| 2         | Valerij Medvedcev   | Unione Sovietica | 56:54,6      |
| 3         | Johann Passler      | Italia           | 57:10,1      |
| 4         | Sergej Čepikov      | Unione Sovietica | 57:17,5      |
| 5         | Jurij Kaškarov      | Unione Sovietica | 57:43,3      |
| 6         | Eirik Kvalfoss      | Norvegia         | 57:54,6      |

#### Staffetta 4x7,5 km
| Posizione | Nazione          | Atleti                                                             | Tempo / Pen. |
| --------- | ---------------- | ------------------------------------------------------------------ | ------------ |
| 1         | Unione Sovietica | Dmitrij Vasil'ev Sergej Čepikov Aljaksandr Papoŭ Valerij Medvedcev | 1:22:30,0    |
| 2         | Germania Ovest   | Ernst Reiter Stefan Höck Peter Angerer Fritz Fischer               | 1:23:37,4    |
| 3         | Italia           | Werner Kiem Gottlieb Taschler Johann Passler Andreas Zingerle      | 1:23:51,6    |
| 4         | Austria          | Anton Lengauer-Stockner Bruno Hofstätter Franz Schuler Alfred Eder | 1:24:17,6    |
| 5         | Germania Est     | Jürgen Wirth Frank-Peter Roetsch Matthias Jacob André Sehmisch     | 1:24:28,4    |
| 6         | Norvegia         | Geir Einang Frode Løberg Gisle Fenne Eirik Kvalfoss                | 1:25:57,0    |

## Medagliere per nazioni
| Pos. | Paese            | Oro | Argento | Bronzo | Totale |
| ---- | ---------------- | --- | ------- | ------ | ------ |
| 1    | Germania Est     | 2   | 0       | 0      | 2      |
| 2    | Unione Sovietica | 1   | 2       | 1      | 4      |
| 3    | Germania Ovest   | 0   | 1       | 0      | 1      |
| 4    | Italia           | 0   | 0       | 2      | 2      |